# Maillezais
Maillezais – miejscowość i gmina we Francji, w regionie Kraj Loary, w departamencie Wandea.
Według danych na rok 1990 gminę zamieszkiwało 930 osób, a gęstość zaludnienia wynosiła 46 osób/km² (wśród 1504 gmin Kraju Loary Maillezais plasuje się na 607. miejscu pod względem liczby ludności, natomiast pod względem powierzchni na miejscu 544.).